# Herb powiatu żagańskiego
Herb powiatu żagańskiego – jeden z symboli powiatu żagańskiego, ustanowiony 30 czerwca 2003.

## Wygląd i symbolika
Herb przedstawia na tarczy w polu złotym tarczy orła czarnego ze srebrną półksiężycową przepaską sierpową poprzez pierś i skrzydła, na której ostrych końcach wykształcone srebrne formy trójlistnej koniczynki. Na piersi orła tarcza późnogotycka, w której srebrnym polu serce czerwone przebite złotą strzałą od lewej pobocznicy u podstawy tarczy ku czołowej prawej krawędzi czoła tarczy. W środku serca złoty krzyż łaciński, a po jego bokach i u jego podstawy trzy gwiazdy sześciopromienne złote. W górze serca złoty promień ku krawędzi czoła tarczy. Ponad krawędzią czoła tarczy czerwona ze złotym obłożeniem infuła biskupia i pastorał po jej prawej stronie.